# Les Mots (chanson)
Pour les articles homonymes, voir mot (homonymie).
Ne doit pas être confondu avec Les Mots (chanson de Keen'v).
Singles de Mylène Farmer
L'Histoire d'une fée, c'est…
(2001) C'est une belle journée
(2002)
Les mots est une chanson de Mylène Farmer en duo avec le chanteur britannique Seal, sortie en single le 13 novembre 2001 en tant que premier extrait du premier Best of de la chanteuse, intitulé également Les mots.
Sur une musique douce composée par Laurent Boutonnat, la chanteuse écrit un texte en français et en anglais, faisant référence à plusieurs poèmes d'Emily Dickinson.
Le clip, inspiré du tableau Le Radeau de la Méduse de Géricault, est réalisé par Laurent Boutonnat, qui n'avait pas réalisé de clip pour la chanteuse depuis près de dix ans.
La chanson connaît un très grand succès, se classant à la 2e place des ventes et des diffusions radio en France où elle reçoit un disque d'or, tout comme en Belgique. Elle sera également la chanson française la plus diffusée dans le monde au printemps 2002.

Mylène Farmer est alors élue « Artiste féminine de l'année » aux NRJ Music Awards.

## Contexte et écriture

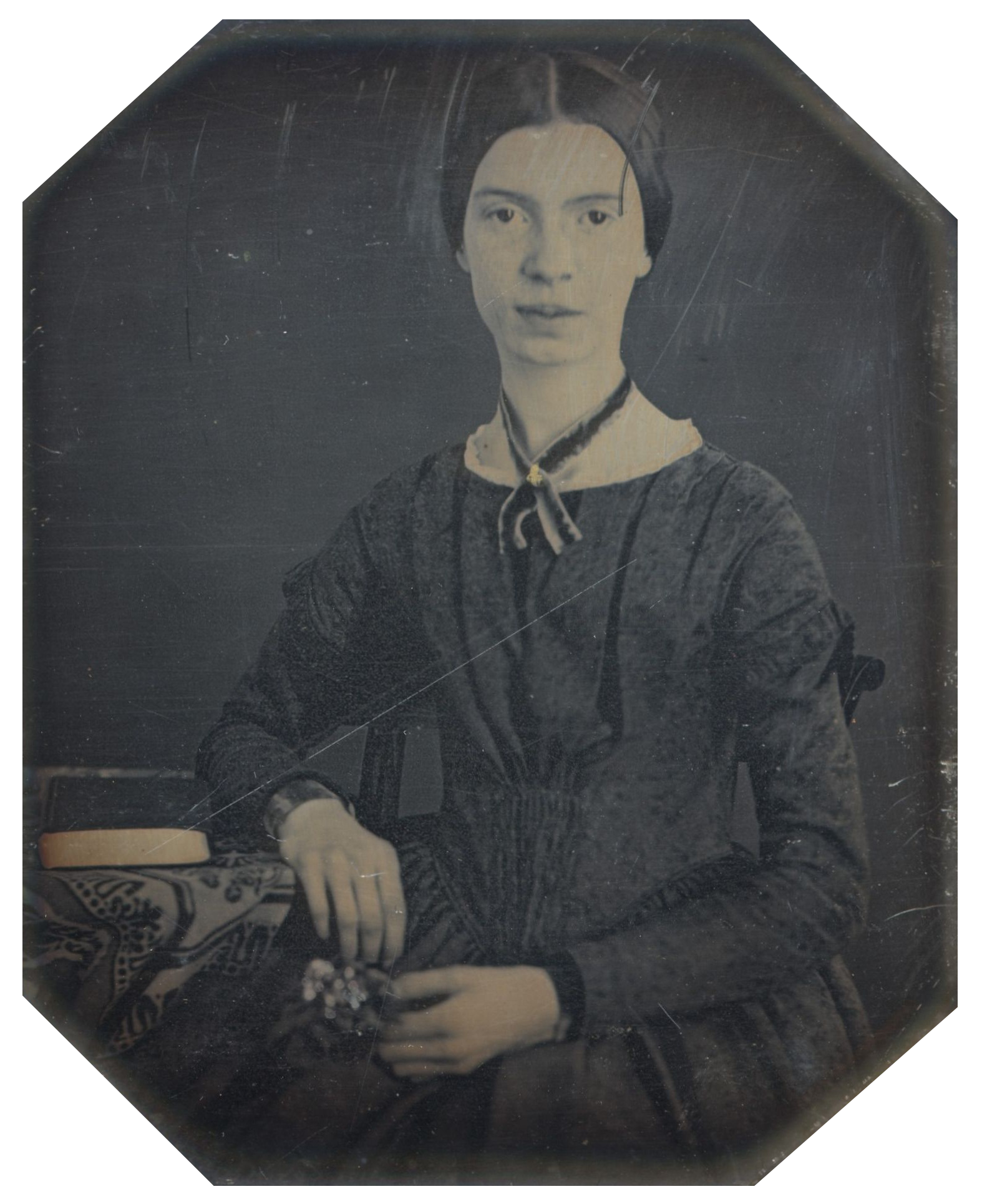
Des poèmes d'Emily Dickinson ont inspiré le texte de la chanson.

En 2001, Mylène Farmer vient de passer deux années très chargées, durant lesquelles elle a sorti l'album Innamoramento (disque de diamant pour plus d'un million d'exemplaires vendus), effectué une tournée triomphale jusqu'en Russie (le Mylenium Tour) et écrit l'album Gourmandises pour Alizée (incluant le tube Moi... Lolita qui a connu un succès international).
Alors que son public s'attend à une longue pause, la chanteuse annonce par surprise la sortie de son premier Best of en novembre 2001, incluant trois titres inédits.
Parmi eux, figure Les mots, un duo avec le chanteur britannique Seal qui avait connu un grand succès international dans les  années 1990 avec des titres comme Crazy et Kiss from a Rose.
Sur une musique douce composée par Laurent Boutonnat, la chanteuse écrit un texte romantique en français et en anglais sur l'importance des mots (« Là je donnerais ma vie pour t'entendre, te dire les mots les plus tendres », « We could with a word become one », « L'univers a ses mystères, les mots sont nos vies »).

Elle s'inspire notamment de poèmes d'Emily Dickinson, reprenant certains vers comme « I will tell you how the sun rose », « To lives that stoop to notice mine » ou encore « But a fraction of this life ».

## Sortie et accueil critique
Le single sort le 13 novembre 2001 en CD Single et en Maxi 45 tours, avec une photo de Mylène Farmer et Seal torses nus, dans les bras l'un de l'autre.
Un Maxi CD est édité pour le marché européen.

### Critiques
- « Un magnifique duo. » (Le Parisien)[6]
- « Mi-français, mi-anglais, c'est un tube instantané. » (Star Club)[7]
- « Encore un duo inattendu : cette fois, après Jean-Louis Murat et Khaled, c'est au tour de Seal de lui donner la réplique dans une ballade noire à souhait. » (Gala)[8]
- « Un duo français/anglais touchant dans le pur style Farmer. » (Only for DJs)[9]
- « Magnifiquement interprété par Mylène Farmer et Seal, ce titre est d'entrée un tube. Normal, puisque le charme des voix, de la mélodie et des mots sont à nouveau au rendez-vous. » (Salut!)[10]
- « Une ballade ultra mélancolique et chic qui colle aux couleurs de l'hiver. » (Too Much)[11]

## Vidéo-clip

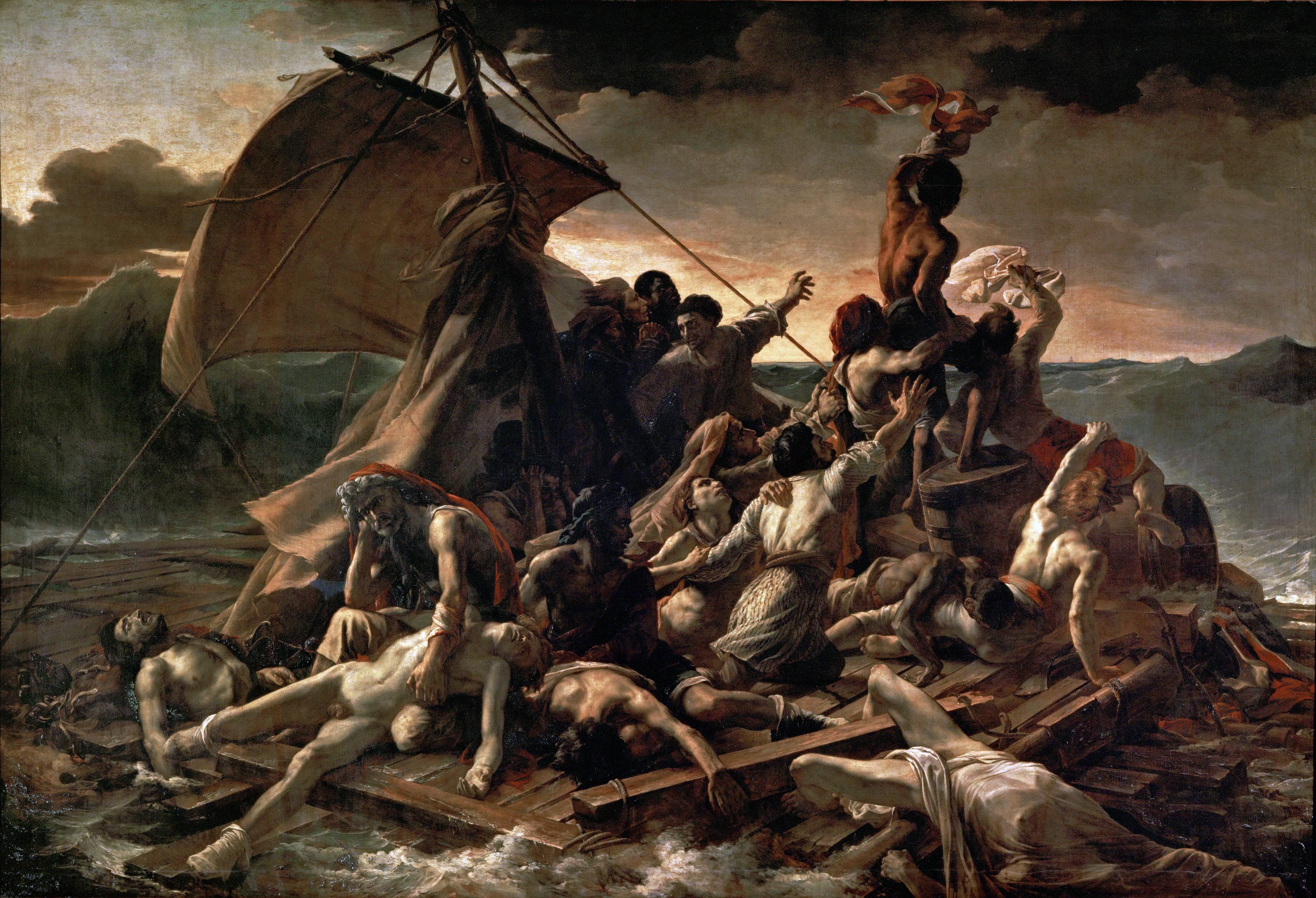
Le Radeau de la Méduse de Géricault.

Ce clip marque le retour derrière la caméra de Laurent Boutonnat (le dernier clip qu'il avait réalisé pour la chanteuse était Beyond My Control en 1992).
Présentant Mylène Farmer et Seal sur un radeau en perdition, cette vidéo fait référence au tableau Le Radeau de la Méduse de Géricault, mais aussi à Othello de William Shakespeare.

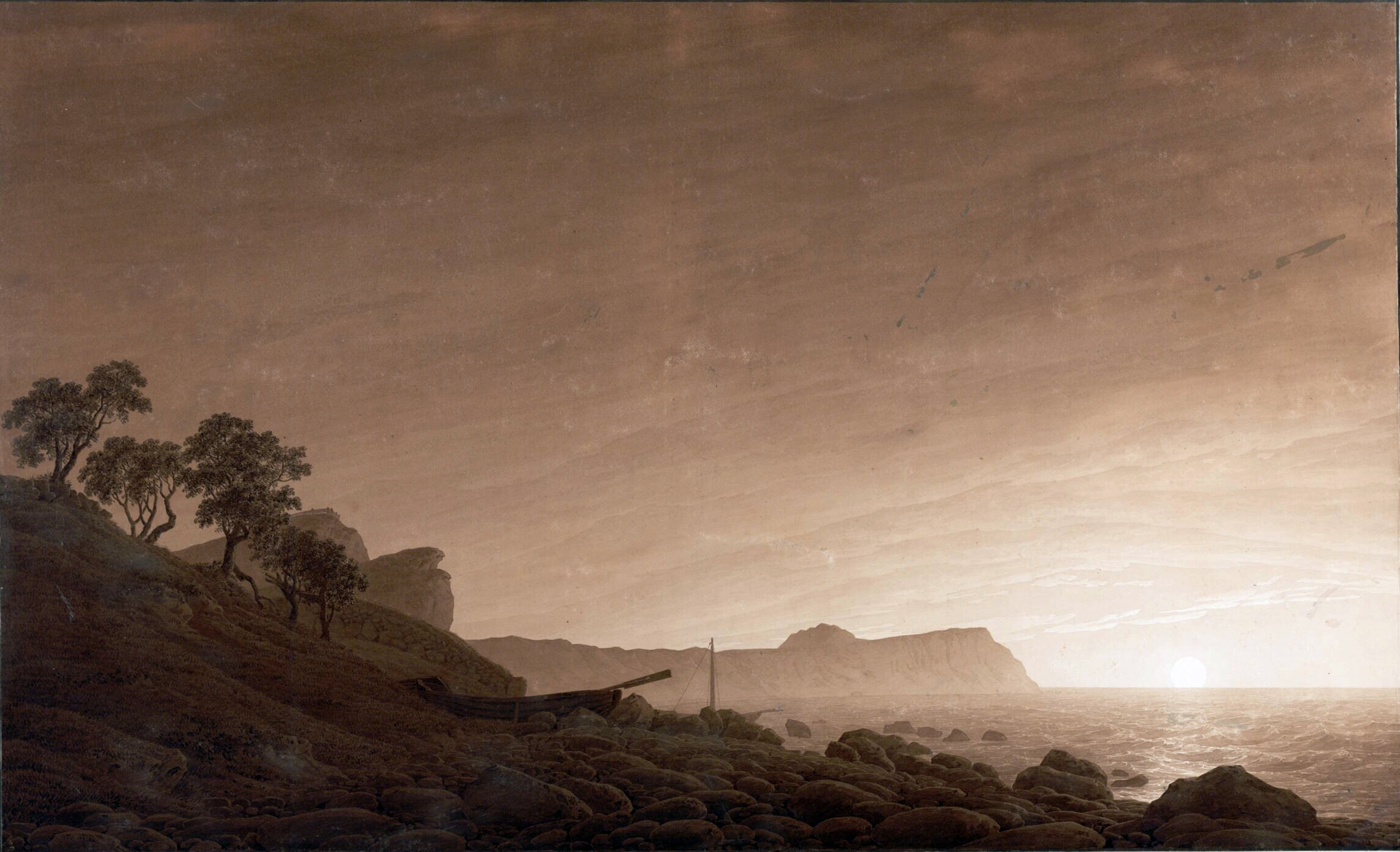
Vue sur Arkona au lever de la lune de Caspar David Friedrich.

Tourné en deux jours aux studios d'Arpajon en octobre 2001, le clip a nécessité une cinquantaine de techniciens.
Les plans de Seal ont été tournés à Los Angeles devant un fond noir, le chanteur ayant peur de prendre l'avion à la suite des attentats du 11 septembre 2001. Le mannequin Imane Ayissi a fait la doublure de ce dernier sur le radeau.
Dans ce clip, l'océan symbolise la vie, avec tout ce qu'elle peut entraîner de tourmente et de plénitude.
Pour les couleurs, et notamment celles du ciel, Laurent Boutonnat souhaitait des tons ocres rappelant certains tableaux du peintre allemand Caspar David Friedrich et de Gustave Doré.

### Sortie et accueil
Le clip est diffusé pour la première fois à la télévision le 7 novembre 2001.
- « Un clip particulièrement soigné. » (Ciné Télé Revue)[13]
- « Le décor est digne d'une superproduction. » (Super)[14]
- « Un clip magnifiquement filmé. » (Télé Magazine)[12]
- « L'atmosphère du clip retrouve les couleurs et les impressions du tableau de Géricault, la réalisation en est un fidèle hommage. »[15]
- « Boutonnat signe un clip de toute beauté. »[1]
- « Dix ans d'attente pour un résultat à la hauteur. »[16]

## Promotion
Mylène Farmer et Seal n'ont interprété le titre qu'une seule fois à la télévision, le 19 janvier 2002 lors de la cérémonie des NRJ Music Awards sur TF1, où la chanteuse a remporté le titre de l'« Artiste féminine de l'année », pour la troisième année consécutive.

## Classements hebdomadaires
Dès sa sortie, le titre se classe à la 3e place des ventes, avant d'atteindre la 2e place quelques semaines plus tard. Il passe 28 semaines dans le Top Singles, dont 17 semaines dans le Top 10. Il se classe également à la 2e place des diffusions radio en France.
Les mots est la chanson française la plus diffusée dans le monde en mars 2002 (et la deuxième en avril et mai 2002).
Certifié disque d'or en France et en Belgique, le single s'est écoulé à plus de 600 000 exemplaires.
| Classement (2001-2002)     | Meilleure position |
| -------------------------- | ------------------ |
| Belgique - Wallonie        | 2                  |
| Europe                     | 8                  |
| France (Ventes)            | 2                  |
| France (Radios nationales) | 2                  |
| France (Radios locales)    | 1                  |
| France (TV)                | 18                 |
| Israël                     | 15                 |
| Québec                     | 39                 |

## Liste des supports
| 1. | Les mots                         | 4:47 |
| 2. | Les mots (Strings for Souls Mix) | 4:44 |

| 1. | Les mots                         | 4:47 |
| 2. | Les mots (Strings for Souls Mix) | 4:44 |
| 3. | L'Histoire d'une fée, c'est…     | 5:00 |

## Crédits
- Paroles : Mylène Farmer
- Musique : Laurent Boutonnat
- Programmation, claviers et arrangements : Laurent Boutonnat
- Guitare : Slim Pezin
- Basse : Michel Alibo
- Batterie : Abraham Laboriel Junior et Karim Ziad
- Arrangement cordes : Jean-Jacques Charles
- Mixage : Bertrand Châtenet
- Prise de son : Bertrand Châtenet, Jérôme Devoise et Rik Pekkonen[27]

## Interprétations en concert
Les mots est interprété pour la première fois en concert lors du spectacle Avant que l'ombre… À Bercy en 2006, durant lequel Mylène Farmer chante le titre avec le batteur Abraham Laboriel Junior devant un écran géant projetant des images de pluie.
Absente du Tour 2009, la chanson est de nouveau interprétée lors de la tournée Timeless 2013, cette fois avec le chanteur américain Gary Jules.
C'est lors de la tournée des stades Nevermore 2023/2024, suite au report des dates parisiennes, que le titre est interprété avec Seal au Stade de France les 27 et 28 septembre ainsi que le 1er octobre 2024.

## Albums et vidéos incluant le titre

### Albums de Mylène Farmer
| Année | Album                        | Version                                    | Durée | Certifications de l'album  |
| 2001  | Les mots                     | Version Album Vidéo-clip (édition limitée) | 4:47  | Diamant · 2 × Platine · Or |
| 2006  | Avant que l'ombre... À Bercy | Live 2006                                  | 5:06  | Or                         |
| 2013  | Timeless 2013                | Live 2013                                  | 5:13  | Platine · Or               |
| 2020  | Histoires de                 | Version Album                              | 4:47  | Platine                    |

### Vidéos de Mylène Farmer
| Année | Vidéo                             | Version    | Durée | Certifications de la vidéo |
| 2006  | Music Videos IV                   | Vidéo-clip | 4:45  | -                          |
| 2006  | Avant que l'ombre... À Bercy      | Live 2006  | 5:06  | Diamant                    |
| 2014  | Timeless 2013                     | Live 2013  | 5:13  | Diamant                    |
| 2021  | Les clips - L'intégrale 1999-2020 | Vidéo-clip | 4:45  | -                          |

### Albums de Seal
| Année | Album             | Version       | Durée | Certifications de l'album   |
| 2003  | IV                | Version Album | 4:47  | Platine · Platine · Or      |
| 2004  | Best of 1991-2004 | Version Album | 4:47  | Platine · Platine · Or      |
| 2009  | Hits              | Version Album | 4:47  | Platine · Or · Platine · Or |

## Reprises
La chanson a notamment été reprise par les chanteurs suédois Christer Bjorkman et Shirley Clamp, ainsi que par les chanteurs russes Prokhor Shalyapin et Svetlana Khorkina.